# السور (المخادر)

تعديل مصدري - تعديل

السور هي إحدى قرى عزلة المحرم بمديرية المخادر التابعة لمحافظة إب، بلغ تعداد سكانها 214 نسمة حسب تعداد اليمن لعام 2004.